# Cataño (Humacao)
Cataño es un barrio ubicado en el municipio de Humacao en el estado libre asociado de Puerto Rico. En el Censo de 2010 tenía una población de 3387 habitantes y una densidad poblacional de 521,84 personas por km².

## Geografía
Cataño se encuentra ubicado en las coordenadas 18°7′25″N 65°49′49″O / 18.12361, -65.83028. Según la Oficina del Censo de los Estados Unidos, Cataño tiene una superficie total de 6.49 km², de la cual 6.3 km² corresponden a tierra firme y (2.95%) 0.19 km² es agua.

## Demografía
Según el censo de 2010, había 3387 personas residiendo en Cataño. La densidad de población era de 521,84 hab./km². De los 3387 habitantes, Cataño estaba compuesto por el 68.91% blancos, el 17.09% eran afrocaribeños, el 1.54% eran amerindios, el 0.35% eran asiáticos, el 7.14% eran de otras razas y el 4.96% pertenecían a dos o más razas. Del total de la población el 99% eran hispanos o latinos de cualquier raza.